# Sabine Herold
Sabine Herold (* 1973 in Heidelberg, Deutschland) ist eine deutsch-schweizerische evangelisch-reformierte Pfarrerin, Redakteurin, Autorin und Referentin.

## Leben und Wirken
Herold kam 1995 in die Schweiz und studierte fünf Jahre evangelische Theologie. Danach war sie für verschiedene christliche Zeitschriften als Redakteurin tätig, so für Lydia, Perspektive und Der Sonntagsfreund.
2007 wurde sie als evangelisch-reformierte Pfarrerin ordiniert und hatte danach ein Pfarramt in Erlinsbach im Kanton Solothurn inne bis 2014. Seit 2015 ist sie wiederum als Pfarrerin im aargauischen Wohlen tätig.
Herolds Bücher handeln vorwiegend von Menschen, die von Schicksalsschlägen, Leid, Schmerzen, Krankheiten und Süchten geprägt wurden und Wege zur Akzeptanz, Wandlung oder Überwindung gefunden haben. Zu diesen existenziellen Fragen hält sie auch Seminare und Vorträge und zeigt Lösungsansätze aus christlicher Perspektive.
Sie hat einen kreativen Umgang mit der Sprache entwickelt und hat auch grundlegende biblische Texte in zeitgemässe Worte übertragen, so die Zehn Gebote, die sie Angebote Gottes für gute Beziehungen.

## Familie
Herold ist seit 1996 verheiratet und hat drei Kinder.

## Schriften
- Mit Melanie K.: Wenn das Schweigen bricht. Die Geschichte eines Missbrauchs. Brunnen, Gießen 2001, ISBN 978-3-7655-1696-2.
- Der Kilokrampf: Evas Weg aus der Magersucht – ein persönlicher Bericht. Brockhaus, Wuppertal 2002. ISBN 978-3-417-11291-7, Blaukreuz 2002, ISBN 978-3-89175-176-3.
- Wenn der Schmerz ein Ende nimmt: Eine Frau bewältigt den Missbrauch. SCM R. Brockhaus, Wuppertal 2004, ISBN 978-3-417-24830-2.
- Leicht wie ein Schmetterling: Evas Weg aus der Magersucht. Francke, Marburg 2007, ISBN 978-3-86122-960-5.
- Bin kaum da, muss ich schon fort. Eltern fehl- und totgeborener Kinder berichten von ihrer Hoffnung. Brendow, Moers 2006, ISBN 978-3-86506-100-3, (Eltern fehl- und totgeborener Kinder berichten von ihren Erfahrungen. 2. überarbeitete Auflage 2011, ISBN 978-3-86506-343-4.)
- Vom Sandkorn zur Perle. Wie aus Verletzungen Segen erwachsen kann. Francke, Marburg 2012, ISBN 978-3-86827-342-7.
- Die Schatztruhe unseres Lebens. Vom Wert des Schönen und Schweren. Francke, Marburg 2015, ISBN 978-3-86827-499-8.